# Nikolaj Bogoljubov
Nikolaj Nikolajevitj Bogoljubov (russisk: Никола́й Никола́евич Боголю́бов, tr. Nikoláj Nikoláevitj Bogoljúbov; født 21. august 1909 i Nisjnij Novgorod, Det Russiske Kejserrige, død 13. februar 1992 i Moskva, Den russiske føderation) var en sovjetisk matematiker og teoretisk fysiker. Han er kendt for videnskabelige bidrag til kvantefeltteori, både klassisk og kvantemekanisk statistisk mekanik og teorien om dynamiske systemer. Han modtog Diracprisen i 1992.